# 第19號作戰令
第19號作戰令（德語：Der Operationsbefehl Nr. 19）是德意志帝國海軍於第一次世界大戰末期的艦隊總決戰計畫，主要由海軍戰爭指揮部部長萊因哈特·舍爾的參謀長海軍上校马格努斯·奥托·布里杰斯·冯·莱维佐夫和「公海艦隊」參謀長阿道夫·馮·特羅塔中將所制定。
由於日德蘭海戰後，德國海軍並未打破英國皇家海軍的海上封鎖，而後又發動數次海上進攻皆以失敗告終。與戰果豐富的潛艇部隊相比，公海艦隊無所事事，而時至1918年底，德國地面戰事情勢已急速惡化，已在進行和平談判。公海艦隊一方面為證明自身價值，一方面要為德國在談判期間擁有更大籌碼，舍爾於1918年10月24日下令制定對英美聯合艦隊進行總決戰的計畫，他也很清楚德國艦隊將會被徹底毀滅，但這能使德國海軍「保有榮譽地赴死」，其下屬甚至一度想過請德皇威廉二世親搭其中一艘戰艦參戰，但因為舍爾不希望混有「政治因素」而拒絕。
由於長期待在港內和德國海軍的結構性問題，水兵的士氣日益低落，早在1917年就發生過如戰艦「柳特波德摄政王号」士兵暴動的事件，而時至1918年，德軍水兵已獲悉和平談判正在進行，但上級卻制定自殺式的決戰計畫，消息一走漏，水兵們紛紛抗命，上級派兵鎮壓無效後，反而引起規模更大的基爾港譁變事件，「公海艦隊」的叛亂水兵們逮捕、殺害上級，並奪取武器後進軍各大城市，最終發展為全國範圍的「十一月革命」。

## 實力對比
|                                | 大艦隊 | 其他英軍艦隊 | 德軍艦隊 |
| 無畏艦                         | 35     | 0            | 18       |
| 戰鬥巡洋艦                     | 11     | 0            | 5        |
| 裝甲巡洋艦                     | 4      | 0            | 0        |
| 輕巡洋艦                       | 37     | 8            | 14       |
| 航空母艦                       | 3      | 0            | 0        |
| 嚮導艦、驅逐艦、魚雷艇、雷擊艦 | 160    | 44           | 60       |
| 潛艇                           | 14     | 58           | 25       |

不考慮當時已是世界第三大規模的美國海軍艦隊，英德海軍實力大致為二比一，且日德蘭海戰時英軍艦隊暴露出的問題皆已獲得解決，德軍已不太可能打出該海戰時的交換比。